# Josef Matouš (1921)
Josef Matouš (7. prosince 1921 Brno – 29. srpna 1953 Věznice Pankrác) byl český pomocný dělník, zloděj a protikomunistický odbojář odsouzený komunistickým režimem k trestu smrti a popravený v roce 1953.

## Životopis
Narodil se v roce 1921 v Brně do chudé rodiny. Již v devíti letech byl nucen opustit školu, aby pomohl na rodinném hospodářství. Pomáhal tak při pasení dobytka v Hlubokém u Kunštátu. Poté pracoval v Letovicích, přičemž během druhé světové války byl totálně nasazen, nicméně z totálního nasazení utekl a ke konci války se přidal k partyzánům, konkrétně k jednotkám Jermak a Dr. M. Tyrš. Zajímavé přitom je, že některé zadané úkoly přitom neplnil a opakovaně také kradl. Přesto byl využíván k popravám. Po konci války nastoupil na povinnou vojenskou službu. Pomáhal také při stavbě Vírské přehrady. V roce 1951 se přesunul do Bystřice nad Pernštejnem, v níž měl pobývat již dříve. Tam ovšem pokračoval v krádežích, přičemž se vydával za agenta ze Západu, který má pomoci organizovat odbojovou činnost. Ve dvou případech krádeží došlo k jeho odsouzení. Olešnici později opustil (neboť s ním řada místních obyvatelů přerušila styky) a lokalitu svého pobytu tak měnil. 
V červnu 1952 postřelil v Kunici na Lysicku místního funkcionáře KSČ a národního výboru střelnou zbraní. Na podzim 1952 byl zatčen na Zlínsku. K činu se doznal, přičemž Státní bezpečnost jeho případ využila k potlačení odboje v oblasti a v průběhu února 1953 začala zatýkat zdejší obyvatele. Řada vznesených obvinění vůči nim přitom byla vykonstruována a zadržení byli k přiznání donuceni. Sám Matouš byl v dubnu 1953 za trestné činy velezrady, pokusu o vraždu a také krádeže v Olešnici odsouzen k trestu smrti. Popraven byl v srpnu 1953.
V roce 1994 byla v Olešnici odhalena pamětní deska, která připomíná místní oběti komunistického režimu. Přestože byl jednou z nejvýznamnějších obětí regionu, nenese deska jeho jméno.